# Parti travailliste (Irlande)
Pour les articles homonymes, voir Labour (homonymie).
Le Parti travailliste (anglais : The Irish Labour Party, mais souvent appelé Labour Party, ou Labour comme son homonyme britannique, irlandais : Páirti an Lucht Oibre) est un parti politique irlandais, de type social-démocrate.
En 2016, c'est le 4e principal parti irlandais, créé en 1914, membre du Parti socialiste européen, de l'Internationale socialiste et de l'Alliance progressiste.
Sa création a été proposée par James Connolly et James Larkin en 1912 pour représenter les travailleurs au Parlement de Dublin, espéré, à la suite de la loi sur le Home Rule de 1914. Il a été fondé comme un rassemblement de syndicats. Mais l'exil de James Larkin et l'exécution de James Connolly en 1916 affaiblissent durablement le Labour.

## Histoire du parti

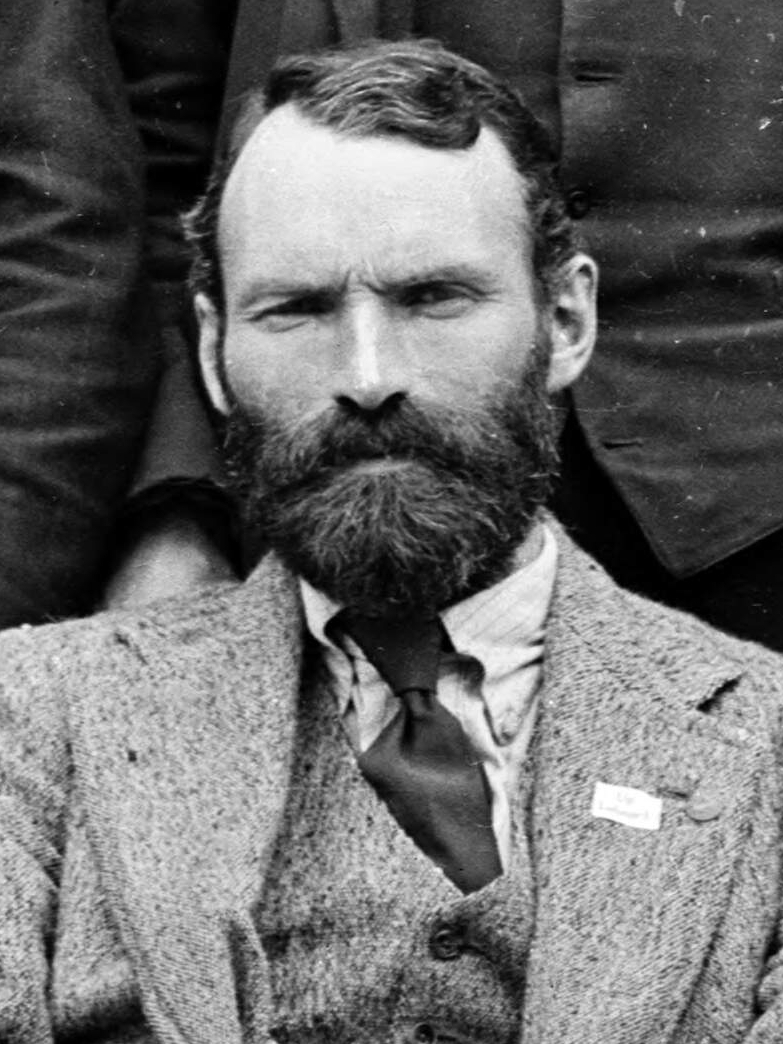
William O'Brien en 1918

### Création
L'ITWGU (Irish Transport and General Workers Union, syndicat irlandais des travailleurs du transport et des travailleurs en général) fut fondé par William X. O'Brien. En 1921, il comptait 100 000 membres. O'Brien dominait également le 'Irish Trade Union Congress' (Congrès irlandais des syndicats) qui permettaient aux syndicats de coordonner leur action. Le Parti Travailliste, dirigé par Thomas Johnson, ne contesta pas les résultats des élections générales de 1918, laissant au Sinn Féin le champ libre dans la plupart des circonscriptions. En conséquence, le parti resta en dehors du Dáil Éireann durant les années de guerre d'indépendance.

### Division et entrée au Parlement
Le 'Traité' divisa le parti travailliste. Certains socialistes se trouvaient du côté des Républicains. O'Brien et Johnson encouragèrent les membres à soutenir le Traité. Lors des élections générales de 1922, le parti remporta 17 sièges. Toutefois il y eut de nombreuses grèves durant la première année et le parti perdit des appuis. Aux élections de 1923, le Labour ne remporta que 14 sièges. Jusque 1927, le parti fut un important parti d'opposition dans le Dáil Éireann jusqu'à ce que des parlementaires Fianna Fáil prennent leurs sièges. Ils attaquèrent le manque de politique sociale du gouvernement Cumann na nGaedhael. Le parti perdit continuellement le soutien des agriculteurs, de l'Église catholique et d'autres groupes conservateurs.
En 1923, Larkin revint en Irlande. Malgré la résistance d'O'Brien, il espérait reprendre le contrôle. Il se mit du côté des éléments les plus radicaux et en 1924, il fit sécession et fonda le Workers' Union of Ireland (union des travailleurs d'Irlande). En dépit de sa petite taille, le parti travailliste participa à de nombreuses coalitions gouvernementales. Il appuya le premier gouvernement de Éamon de Valera parce que les deux partis avaient des politiques similaires. Dans les années 1940, il sembla que le Labour était sur le point de remplacer Fine Gael comme principal parti d'opposition. Lors des élections générales de 1943 le parti remporta 17 sièges, son meilleur score depuis 1927. La division Larkin-O'Brien subsista néanmoins.

### Années 1940
Cette division devint personnelle et s'envenima au fil du temps. Dans les années 1940, cette haine causa d'autres divisions dans le parti travailliste et dans l'Irish Congress of Trade Unions. En 1944, O'Brien fonda le Parti national d'Irlande. Il retira également l'ITGWU de l'Irish Congress of Trade Unions et mit en place son propre congrès. Cette division mit à mal le mouvement travailliste lors des élections générales de 1944. Ce n'est qu'après la mort de Larkin en 1947 qu'un essai de réunification put être fait.
Pendant cette période, le parti participa occasionnellement aux élections en Irlande du Nord  et remporta parfois des sièges à Westminster et au Parlement d'Irlande du Nord dans la région de Belfast. Toutefois le parti ne contesta aucune élection dans la province depuis Gerry Fitt. Le seul représentant au Parlement d'Irlande du Nord quitta le parti pour fonder le Republican Labour Party (parti travailliste républicain) en 1964, bien que la gauche démocratique ait récemment contesté les élections dans le nord.

### Premiers passages au pouvoir
De 1948 à 1951 et de 1954 à 1957, le Parti travailliste devint le deuxième partenaire d'un gouvernement bipartite. William Norton, dirigeant travailliste devint Tánaiste et Ministre des Affaires sociales aux deux occasions. En 1960, Brendan Corish devint le chef  du nouveau Labour. Cette position lui permit de défendre et d'introduire plus de politiques socialistes dans le parti. Entre 1973 et 1977, le Parti travailliste forma un gouvernement de coalition avec le Fine Gael.  Les partenaires de ce gouvernement perdirent les élections suivantes en 1977. Corish démissionna après la défaite.
Durant les années 1980, le parti forma un gouvernement de coalition avec le Fine Gael.  Après cela, Fianna Fáil dirigea le pays avec les Démocrates progressistes. En 1990, Mary Robinson, ayant appartenu au Labour entre 1977 et 1981, devient la première candidate travailliste élue présidente d'Irlande. C'était la première fois qu'une femme obtenait ce poste et la première fois qu'un candidat non -Fianna Fáil était élu. Mary Robinson devint la plus ouverte et active des présidents.
En 1993, le parti travailliste revint au pouvoir dans une coalition avec le  Fianna Fáil.  Dick Spring du Labour devint Tánaiste et ministre des Affaires étrangères. Un an après, le gouvernement tomba et une nouvelle coalition fut formée. Entre 1994 et 1997, le Fine Gael, les travaillistes et la gauche démocratique forma une coalition "arc-en-ciel. Dick Spring redevint Tánaiste et ministre des Affaires étrangères.

### 1997: le passage durable dans l'opposition
Les élections  de 1997 qui eurent après les spectaculaires victoires du Parti socialiste en France et du New Labour de Tony Blair virent la défaite du parti travailliste et la victoire de partis de la "guerre civile". Une défaite similaire lors des élections pour le président d'Irlande amena Spring à démissionner de son poste de dirigeant du parti.
Dans l'opposition, le parti travailliste fusionna avec la Gauche démocratique, le nom du plus grand partenaire fut conservé.
En 1997 Ruairi Quinn devint le nouveau dirigeant du parti. Il démissionna en 2002 à la suite des mauvais résultats aux élections générales. L'ancien membre du parlement Pat Rabbitte le remplaça, il fut le premier dirigeant directement élu par les membres du parti. 

Le 23 août 2007, Pat Rabbitte démissionna du poste de dirigeant du parti travailliste. Il déclara assumer l'entière responsabilité de la défaite du parti aux récentes élections législatives, le parti ayant échoué non seulement à remporter les élections, mais aussi à conquérir de nouveaux sièges au Dáil.

### Eamon Gilmore: la volonté d'accéder au pouvoir
Le 6 septembre 2007, Eamon Gilmore fut unanimement élu chef du parti, étant le seul nommé après la démission de Pat Rabbitte. Les travaillistes connaissent deux ans plus tard un franc succès aux élections européennes et locales, obtenant trois députés européens sur douze et dépassant, à Dublin, les scores cumulés des deux grands partis traditionnelles. Au cours de l'année 2010, quelques sondages donnent le parti en tête des intentions de vote, devant le Fine Gael, même si de manière générale, il est considéré comme la deuxième force politique dans les enquêtes d'opinion. Aux élections générales anticipées du 25 février 2011, le Labour se classe effectivement à la deuxième place avec 19,4 % des suffrages et 37 députés, soit près du double qu'en 2002. Un accord de coalition, prévoyant l'entrée de cinq travaillistes au gouvernement, est passé le 6 mars suivant le Fine Gael d'Enda Kenny, qui remporte pour sa part 36,1 % des voix et 76 élus. Ensemble, les deux partis disposeront de la plus forte majorité de l'histoire républicaine irlandaise.
Le 27 octobre 2011, Michael D. Higgins, président du Labour, est élu président d'Irlande, remportant 56,8 % des voix à l'issue du quatrième décompte. Il est alors le premier membre du Parti travailliste élu à la présidence de la République.
Lors des élections générales de février 2016, il n'obtient plus que sept députés (moins 30) et seulement 6,61 % des voix en premières préférences, soit une défaite, amplifiée par le progrès du Sinn Féin et des autres partis contestataires et des indépendants. En nombre de députés, c'est le pire score de son histoire électorale. Le parti s'était discrédité en s'alliant au parti conservateur Fine Gael, qui a mené une sévère politique d'austérité entre 2011 et 2016.

## Résultats électoraux

### Élections législatives
| Année   | Sièges   | Rang | Voix    | %    | Gouvernement                        |
| ------- | -------- | ---- | ------- | ---- | ----------------------------------- |
| 1922    | 17 / 128 | 3e   | 132 565 | 21,3 | Opposition                          |
| 1923    | 14 / 153 | 4e   | 111 939 | 10,6 | Opposition                          |
| 06/1927 | 22 / 153 | 3e   | 143 849 | 12,6 | Opposition                          |
| 09/1927 | 13 / 153 | 3e   | 106 184 | 9,1  | Opposition                          |
| 1932    | 7 / 153  | 3e   | 98 286  | 7,7  | Opposition (soutien FF minoritaire) |
| 1933    | 8 / 153  | 4e   | 79 221  | 5,7  | Opposition (soutien FF minoritaire) |
| 1937    | 13 / 138 | 3e   | 135 758 | 10,3 | Opposition (soutien FF minoritaire) |
| 1938    | 9 / 138  | 3e   | 128 945 | 10,0 | Opposition                          |
| 1943    | 17 / 138 | 3e   | 208 812 | 15,7 | Opposition                          |
| 1944    | 8 / 138  | 4e   | 106 767 | 8,8  | Opposition                          |
| 1948    | 14 / 147 | 3e   | 115 073 | 8,7  | Coalition (FG-LP-CnP-CnT-NLP)       |
| 1951    | 16 / 147 | 3e   | 151 828 | 11,4 | Opposition                          |
| 1954    | 19 / 147 | 3e   | 161 034 | 12,1 | Coalition (FG-LP-CnT)               |
| 1957    | 12 / 147 | 3e   | 111 747 | 9,1  | Opposition                          |
| 1961    | 16 / 144 | 3e   | 136 111 | 11,6 | Opposition                          |
| 1965    | 22 / 144 | 3e   | 192 740 | 15,4 | Opposition                          |
| 1969    | 18 / 144 | 3e   | 224 498 | 17,0 | Opposition                          |
| 1973    | 19 / 144 | 3e   | 184 656 | 13,7 | Coalition (FG-LP)                   |
| 1977    | 17 / 148 | 3e   | 186 410 | 11,6 | Opposition                          |
| 1981    | 15 / 166 | 3e   | 169 990 | 9,9  | Coalition (FG-LP)                   |
| 02/1982 | 15 / 166 | 3e   | 151 875 | 9,1  | Opposition                          |
| 11/1982 | 16 / 166 | 3e   | 158 115 | 9,4  | Coalition (FG-LP)                   |
| 1987    | 12 / 166 | 4e   | 114 551 | 6,4  | Opposition                          |
| 1989    | 15 / 166 | 3e   | 156 989 | 9,5  | Opposition                          |
| 1992    | 33 / 166 | 3e   | 333 013 | 19,3 | Coalition (FF-LP)                   |
| 1997    | 17 / 166 | 3e   | 186 044 | 10,4 | Opposition                          |
| 2002    | 20 / 166 | 3e   | 200 130 | 10,8 | Opposition                          |
| 2007    | 20 / 166 | 3e   | 209 175 | 10,1 | Opposition                          |
| 2011    | 37 / 166 | 2e   | 431 796 | 19,5 | Coalition (FG-LP)                   |
| 2016    | 7 / 158  | 4e   | 140 898 | 6,6  | Opposition                          |
| 2020    | 6 / 160  | 5e   | 95 588  | 4,4  | Opposition                          |
| 2024    | 11 / 174 | 5e   | 102 457 | 4,7  | Opposition                          |

### Élections européennes
| Année | %    | Sièges | Élus |
| ----- | ---- | ------ | --- |
| 1979  | 14,5 | 4 / 15 | Eileen Desmond, Liam Kavanagh, John O'Connell, Michael O'Leary                                                                  |
| 1984  | 8,3  | 0 / 15 | |
| 1989  | 9,5  | 1 / 15 | Barry Desmond |
| 1994  | 11,0 | 1 / 15 | Bernie Malone |
| 1999  | 8,7  | 1 / 15 | Proinsias De Rossa |
| 2004  | 10,5 | 1 / 13 | Proinsias De Rossa |
| 2009  | 13,9 | 3 / 12 | Nessa Childers, Proinsias De Rossa (2009-2012), Emer Costello (2012-2014), Alan Kelly (2009-2011), Phil Prendergast (2011-2014) |
| 2014  | 5,3  | 0 / 11 | |
| 2019  | 3,1  | 0 / 13 | |
| 2024  | 3,4  | 1 / 14 | Aodhán Ó Ríordáin |

## Dirigeants du Labour Party
| Dirigeants          | Années    | Période en tant que Tánaiste |
| ------------------- | --------- | ---------------------------- |
| Thomas Johnson      | 1922-1927 |                              |
| Thomas J. O'Connell | 1927-1932 |                              |
| William Norton      | 1932-1960 | 1948-1951, 1954-1957         |
| Brendan Corish      | 1960-1977 | 1973-1977                    |
| Frank Cluskey       | 1977-1981 |                              |
| Michael O'Leary     | 1981-1982 | 1981-1982                    |
| Dick Spring         | 1982-1997 | 1982-1986, 1992-1997         |
| Ruairi Quinn        | 1997-2002 |                              |
| Pat Rabbitte        | 2002-2007 |                              |
| Eamon Gilmore       | 2007-2014 | 2011-2014                    |
| Joan Burton         | 2014-2016 | 2014-2016                    |
| Brendan Howlin      | 2016-2020 |                              |
| Alan Kelly          | 2020-2022 |                              |
| Ivana Bacik         | 2022-     |                              |